# Nikanor (Popović)
Nikanor (Popović; svjetovno ime Stevan) (Kišvaluba /Branjina/, 1831. – Temišvar, 22. srpnja 1901.), episkop temišvarski (1786. – 1796.). 

## Životopis
Rodio se u učiteljskoj obitelji. Otac mu je rano postao udovac i kad se zamonašio, postao je starješina manastira Privine glave. Stevan Popović je nižu gimnaziju završio u Vrbasu, a višu u Pešti, gdje je završio i pravne znanosti. Bogosloviju je završio u Srijemskim Karlovcima. Od 1860. do 1862.  bio profesor karlovačke gimnazije, a od 1862. do 1890. parohijski svećenik u Bačincima i Čurugu, vršeći u isto vrijeme i dužnost okružnog protoprezvitera žabaljskog.  Zamonašen je 25. rujna 1890. u manastiru Grgetegu od arhimandrita Ilariona (Ruvarca), dobivši ime Nikanor. Pošto je kraće vrijeme bio starješina manastira Šišatovca, premješten je za nastojatelja manastira Beočina, a potom proizveden u čin protosinđela na Cveti 1891. Za episkopa temišvarskog hirotonisan je u srijemskokarlovačkoj Sabornoj crkvi od patrijarha Georgija (Brankovića) i episkopa vršačkog Nektarija (Dimitrijevića) i pakračkog Mirona (Nikolića). Sahranjen je na temišvarskom srpskom groblju.
Izvori:
- mr Drago Njegovan: "Znameniti Srbi iz Baranje (od početka XVI. do sredine XX. veka)", u "Međunarodni naučni skup Srbi u istočnoj Hrvatskoj", Osijek, 2003, str. 129-140.